# Elkeson
Elkeson de Oliveira Cardoso vagy Elkeson, kínaiul: Aj Ko-szen, 艾克森, pinjin átírásban: Ài Kèsēn  (Coelho Neto, 1989. július 13. –) brazil születésű kínai válogatott labdarúgó, a Grêmio játékosa.

## Pályafutása

### Klubcsapatokban
Szülőhazájában, a Vitória csapatának ifjúsági akadémiáján kezdte a labdarúgást. 2009-ben írta alá első profi szerződését, majd még abban az évben bemutatkozott a felnőtt csapatban. 2011 májusában a Botafogóhoz szerződött.
2012. december 24-én a Kuangcsou Evergrande bejelentette, hogy Elkeson négyéves szerződést írt alá a klubbal, 5,7 millió eurós átigazolási díj ellenben. 2013. március 3-án debütált új csapatában egy Csiangszu elleni vesztes kupamérkőzésen. 2013. március 8-án megszerezte első két gólját is a csapatban, a 2013-as Szuperliga nyitófordulójában a Sanghaj Senhszin ellen duplázott, a Kuangcsou 5–1-re megnyerte a mérkőzést. A bajnokság első hét mérkőzésében tizenhárom gólt szerzett. 2013 júliusában az ázsiai Bajnokok Ligájába is benevezte klubja, miután Lucas Barrios elhagyta a klubot és visszatért Európába.
Huszonnyolc bajnoki mérkőzés során huszonnégy gólt szerzett a bajnokságban, ezzel pedig a szezon gólkirálya lett. A bajnokok Ligájában hat mérkőzésen hatszor volt eredményes, ezek közül kettőt a sorozat döntőjében szerzett a koreai FC Szöul ellen. A győztes döntő azt is jelentette, hogy kínai klub 23 év után először nyerte meg a sorozatot.
2013. december 1-jén, a kupadöntőben a Kujcsou Zsenho ellen kiállították, amiért négymérkőzéses eltiltást és 20000 jüan pénzbüntetést kapott a szövetségtől. A Kuangcsou végül 3–2 arányban elvesztette a döntőt és nem tudta megvédeni címét. A 2013-as FIFA-klubvilágbajnokságon Elkeson csapata mindhárom mérkőzésén pályára lépett, az egyiptomi Al-Ahli ellen gólt is szerzett.
A következő években is csapata meghatározó játékosa maradt, 2014-ben és 2015-ben bajnoki címet nyert a Kuangcsouval, 2015-ben pedig másodszorra is megnyerte az ázsiai Bajnokok Ligáját.
2016. január 21-én 132 millió jüanért, átszámítva 18,5 millió euróért cserébe szerződött a Sanghaj SIPG csapatához. A sanghaji csapat éppen volt klubja egyik legnagyobb riválisa volt a bajnoki címért folytatott harcban. A 2018-as szezonban sikerült megszerezni a bajnoki elsőséget a Kuangcsou-tól, miután a SIPG október 7-én a Kujcsou Hengfeng 5–0-s győzelmével négypontos előnyre tett szert a ponttáblázatot, majd november 7-én, az utolsó előtti fordulójában aratott győzelmével a csapat bebiztosította a bajnoki címet. A SIPG a Kuangcsou hétéves győzelmi sorozatát szakította meg.
2019. július 9-én Elkeson visszatért előző klubjához, a Kuangcsou Evergrande együtteséhez. Sajtóhírek szerint egykori csapata évi tízmillió eurós fizetéssel tudta visszacsábítani a rivális SIPG együttesétől, ahol hatmillió eurót keresett évente. A 2019-es szezon első két fordulójában egyaránt gólt szerzett, a harmadik fordulóban pedig a városi rivális Kuangcsou R&F ellen mesterhármast ért el.
2021. december 13-án felbontotta a klubbal a szerződését. 2022. április 12-én a Grêmio csapatához szerződött.

### A válogatottban
2011 szeptemberében Mano Menezes meghívta a brazil válogatott keretébe az Argentína elleni Superclásico de las Américasra, ám a mérkőzéssorán játéklehetőséget nem kapott. 
2019. augusztusban meghívták a kínai válogatott keretébe, miután nem sokkal korábban megkapta a kínai állampolgárságot. Ő lett az első honosított, kínai felmenők nélkül is válogatott kínai labdarúgó.
Kínai állampolgárságúvá válása után Aj Ko-szen néven futballozott tovább (艾克森, pinjin átírásban: Ài Kèsēn).

## Statisztika
2019. október 27-én frissítve.
| Klub                 | Szezon         | Országos bajnokság | Országos bajnokság | Országos kupa | Országos kupa | Állami bajnokság | Állami bajnokság | Copa Sudamericana | Copa Sudamericana | Egyéb         | Egyéb | Összesen      | Összesen |
| Klub                 | Szezon         | Pályára lépés      | Gól                | Pályára lépés | Gól           | Pályára lépés    | Gól              | Pályára lépés     | Gól               | Pályára lépés | Gól   | Pályára lépés | Gól      |
| -------------------- | -------------- | ------------------ | ------------------ | ------------- | ------------- | ---------------- | ---------------- | ----------------- | ----------------- | ------------- | ----- | ------------- | -------- |
| Vitória              |                |                    |                    |               |               |                  |                  |                   |                   |               |       |               |          |
| 2009                 | 12             | 1                  | –                  | –             | 1             | 0                | 1                | 1                 | –                 | –             | 14    | 2             |          |
| 2010                 | 34             | 6                  | 10                 | 1             | 13            | 2                | 2                | 0                 | 4                 | 0             | 63    | 9             |          |
| 2011                 | 1              | 0                  | 2                  | 0             | 18            | 7                | 0                | 0                 | –                 | –             | 21    | 7             |          |
| Összesen             | 47             | 7                  | 12                 | 1             | 32            | 9                | 3                | 1                 | 4                 | 0             | 98    | 18            |          |
| Botafogo             |                |                    |                    |               |               |                  |                  |                   |                   |               |       |               |          |
| 2011                 | 34             | 8                  | –                  | –             | –             | –                | 3                | 0                 | –                 | –             | 37    | 8             |          |
| 2012                 | 31             | 11                 | 5                  | 2             | 16            | 5                | 2                | 0                 | –                 | –             | 54    | 18            |          |
| Összesen             | 65             | 19                 | 5                  | 2             | 16            | 5                | 5                | 0                 | –                 | –             | 91    | 26            |          |
| Klub                 | Szezon         | Szuperliga         | Szuperliga         | Országos kupa | Országos kupa | –                | –                | Bajnokok Ligája   | Bajnokok Ligája   | Egyéb         | Egyéb | Összesen      | Összesen |
| Klub                 | Szezon         | Pályára lépés      | Gól                | Pályára lépés | Gól           | –                | –                | Pályára lépés     | Gól               | Pályára lépés | Gól   | Pályára lépés | Gól      |
| Kuangcsou Evergrande | 2013           | 28                 | 24                 | 3             | 1             | –                | –                | 6                 | 6                 | 4             | 1     | 41            | 32       |
| Kuangcsou Evergrande | 2014           | 28                 | 28                 | 1             | 0             | –                | –                | 10                | 6                 | –             | –     | 39            | 34       |
| Kuangcsou Evergrande | 2015           | 16                 | 7                  | –             | –             | –                | –                | 11                | 3                 | 4             | 0     | 31            | 10       |
| Kuangcsou Evergrande | Összesen       | 72                 | 59                 | 4             | 1             | –                | –                | 27                | 15                | 8             | 1     | 111           | 76       |
| Sanghaj SIPG         | 2016           | 26                 | 11                 | 1             | 0             | –                | –                | 9                 | 4                 | 0             | 0     | 36            | 15       |
| Sanghaj SIPG         | 2017           | 17                 | 11                 | 1             | 2             | –                | –                | 12                | 5                 | 0             | 0     | 30            | 18       |
| Sanghaj SIPG         | 2018           | 16                 | 7                  | 2             | 0             | –                | –                | 8                 | 4                 | 0             | 0     | 26            | 11       |
| Sanghaj SIPG         | 2019           | 15                 | 8                  | 1             | 0             | –                | –                | 8                 | 2                 | 1             | 0     | 25            | 10       |
| Sanghaj SIPG         | Összesen       | 74                 | 37                 | 5             | 2             | –                | –                | 37                | 15                | 1             | 0     | 117           | 54       |
| Kuangcsou Evergrande | 2019           | 11                 | 9                  | 0             | 0             | –                | –                | 4                 | 0                 | 0             | 0     | 15            | 9        |
| Karrier összes       | Karrier összes | 269                | 131                | 26            | 6             | 48               | 14               | 76                | 31                | 13            | 1     | 430           | 183      |

### A válogatottban
| Kína     | Kína          | Kína |
| Év       | Pályára lépés | Gól  |
| -------- | ------------- | ---- |
| 2019     | 4             | 3    |
| Összesen | 4             | 3    |

## Sikerei, díjai
Vitória
- Bahia állam bajnokságának győztese: 2009, 2010
- Copa do Nordeste: 2010

Kuangcsou Evergrande
- Kínai bajnok: 2013, 2014, 2015,[6] 2019
- ázsiai Bajnokok Ligája-győztes: 2013,[6] 2015[14]

Sanghaj SIPG
- Kínai bajnok: 2018[14]
- Kínai szuperkupa-győztes: 2019[22]

Grêmio
- Recopa Gaúcha: 2022

Brazília
- Superclásico de las Américas : 2011

Egyéni elismerés
- Bajnokok Ligája, a szezon csapatának tagja: 2013,[23] 2014[24]
- Az év labdarúgója a Kínai labdarúgó-szövetség szavazásán: 2014[25]
- A kínai bajnokság gólkirálya: 2013, 2014[14]
- Kínai bajnokság, az év csapatának tagja: 2013, 2014[26]

## További információ
- Elkeson adatlapja a Soccerway oldalon (angolul)